# Vân Tịch Truyện
Vân Tịch truyện (tiếng Trung: 芸汐传; tựa tiếng Anh: Legend Of Yunxi) là một bộ phim cổ trang tình cảm được cải biên từ tiểu thuyết "Thiên tài tiểu độc phi"  (tiếng Trung: 天才小毒妃) của tác giả Giới Mạt. Bộ phim được đóng chính bởi Cúc Tịnh Y, Trương Triết Hạn và Mễ Nhiệt. Bộ phim được chiếu từ ngày 25 tháng 6 đến ngày 15 tháng 8 trên iQiyi. Do gặt hái được nhiều thành công và để giải thích cái kết của phim, nhà sản xuất đã quyết định làm thêm 2 tập ngoại truyện và phát hành nó vào ngày 15 tháng 8.

## Nội dung phim
Bộ phim là câu chuyện kể về cuộc đời Hàn Vân Tịch (Cúc Tịnh Y), một cô gái tinh thông độc thuật. Do có sẹo độc trên mặt nên Hàn Vân Tịch luôn bị mọi người xa lánh, chê bai. Trong một cơ duyên, vì muốn tìm lại mẹ của mình, Vân Tịch nghe lệnh Thái hậu và Thiên Huy đế gả vào phủ Tần Vương, làm Tần Vương phi để thám thính tình hình của Tần Vương - Long Phi Dạ (Trương Triết Hạn). Hàn Vân Tịch cũng khiến Cố Thất Thiếu (Mễ Nhiệt) động lòng với cô, luôn ra tay giúp đỡ, bảo vệ mỗi khi Vân Tịch gặp nguy hiểm. Trải qua nhiều biến cố, Hàn Vân Tịch động chân tình với Tần Vương, trợ giúp Long Phi Dạ phá giải các âm mưu của Hoàng thất Thiên Ninh quốc, Bắc Lệ và Tây Khâu, giành lại giang sơn. Sau này Hàn Vân Tịch vì muốn giải Độc cổ cho Long Phi Dạ đã hi sinh bản thân mình, lấy máu tim để điều chế thuốc giải. Nhờ vào năng lực thần kì của chiếc vòng tay, Hàn Vân Tịch đã một lần nữa sống lại và cùng Long Phi Dạ trở về Mai Hải, quy ẩn núi rừng, sống một cuộc đời an ổn, bạc đầu giai lão, không chia không lìa.

## Diễn viên

### Diễn viên chính
| Diễn viên        | Vai diễn     | Giới thiệu nhân vật |
| ---------------- | ------------ | --- |
| Cúc Tịnh Y       | Hàn Vân Tịch | Hàn phủ Đại tiểu thư (đích nữ) / Con gái Độc Tông → Tần Vương phi → Hiến tế Tần Vương phi, tính cách cởi mở lương thiện. Vì muốn gặp lại người mẹ mất tích, nàng đồng ý với Thái hậu trà trộn vào Tần Vương phủ làm gián điệp. Sau này, Thái hậu vì ép Hàn Vân Tịch châm cứu cho Long Phi Dạ, đã dùng tính mạng của Thiên Tâm phu nhân để uy hiếp, suýt chút nữa khiến thân phận độc cổ nhân của Long Phi Dạ bại lộ. Sau đó, Hàn Vân Tịch phát hiện ra cha ruột của mình chính là hung thủ đã biến Long Phi Dạ thành độc cổ nhân. Để cứu Long Phi Dạ và chuộc tội cho cha, Hàn Vân Tịch quyết định hy sinh bản thân, dùng máu tim của mình chế thành thuốc giải chữa khỏi cho Long Phi Dạ.                                |
| Trương Triết Hạn | Long Phi Dạ  | Tần Vương / Tứ đệ của Thiên Ninh Hoàng đế / Tần Hi hậu duệ → Độc cổ nhân → Dẹp loạn (bát loạn phản chính) → Chinh phạt → Tần Hiên Viên Tần Hi hoàng triều phục tô → Nhường ngôi Tần Vương, thân thế gian truân, năm xưa Thiên Ninh đã dùng người của vương tộc Tần Hi để nghiên cứu chế tạo độc cổ nhân, vì vậy mà trở thành độc cổ nhân, sau đó sống dưới thân phận Long Phi Dạ, hoàng tử đã mất của Thiên Ninh. Trong quá trình gặp gỡ Hàn Vân Tịch, từ sự lạnh lùng ban đầu, Tần Vương dần trở nên ấm áp và lương thiện, hai người cũng từ chỗ đề phòng lẫn nhau đến thấu hiểu nhau. Về sau, sau khi giải được độc cổ, vì cái chết của Hàn Vân Tịch mà Tần Vương xem nhẹ quyền lực và lựa chọn từ bỏ ngôi vị hoàng đế. |

### Tần Vương phủ
| Diễn viên         | Vai diễn           | Giới thiệu nhân vật |
| ----------------- | ------------------ | --- |
| Trương Triết Hạn  | Long Phi Dạ        | Tần Vương / Tứ đệ của Thiên Ninh Hoàng đế / Tần Hi hậu duệ → Độc cổ nhân → Dẹp loạn (bát loạn phản chính) → Chinh phạt → Tần Hiên Viên Tần Hi hoàng triều phục tô → Nhường ngôi Xem chi tiết Diễn viên chính |
| Cúc Tịnh Y        | Hàn Vân Tịch       | Hàn phủ Đại tiểu thư (đích nữ) / Con gái Độc Tông → Tần Vương phi → Hiến tế Xem chi tiết Diễn viên chính |
| Vương Hựu Thạc    | Đường Ly           | Tần Hi hậu nhân / Hoàng đệ của Long Phi Dạ/ Đường Môn thiếu chủ Đường Ly → Tần Hi hoàng triều hoàng đế Hậu duệ của Tần Hi, thiếu chủ của Đường Môn, tính cách cởi mở hào phóng, sở hữu tuyệt kỹ, ra tay tàn nhẫn. Vì bị vị hôn thê Ninh Tĩnh luôn quấn quýt, chàng buộc phải trốn đến Tần Vương phủ ở. Chàng vô cùng kính trọng người anh trai Long Phi Dạ, và cũng là người mà Long Phi Dạ đặt nhiều kỳ vọng. Sau khi trải qua nhiều gian khổ, Đường Ly từ một thiếu niên ngây thơ, thích trêu đùa đã trưởng thành thành một vị quân chủ điềm tĩnh, chín chắn, đồng thời luôn trân trọng tình huynh đệ. |
| Lâm Tư Ý          | Âu Dương Ninh Tĩnh | Vân Không học viện Đại tiểu thư / Sư muội của Long Phi Dạ→ Thê tử của Đường Ly → Tần Hi hoàng triều hoàng hậu Đại tiểu thư của Vân Không học viện, dám yêu dám hận, hoạt bát đáng yêu, nhưng tính tình nóng nảy. Nàng và Đường Ly là thanh mai trúc mã, luôn quấn quýt bên cạnh chàng, cuối cùng ép Đường Ly phải trốn đến Tần Vương phủ. Nàng cũng theo Đường Ly đến Tần Vương phủ, và luôn cố gắng khuyên Đường Ly trở về, nhưng bị chàng từ chối. Cuối cùng, nàng trở thành thê tử của Đường Ly và trở thành hoàng hậu.                                                                               |
| Thiệu Tuyết Thông | Bách Lí Minh Hương | Tiểu nữ nhi của Bách Lí Nguyên Long tướng quân / Cháu gái bên ngoại của Nghi Thái phi Con gái út của tướng quân Bách Lí Nguyên Long, là thanh mai trúc mã với Tần Vương, từ nhỏ đã thầm yêu Long Phi Dạ. Vì muốn giải cứu chàng, nàng đã tự nguyện chịu độc hơn mười năm, vô cùng đau khổ. Tuy nhiên, khi Hàn Vân Tịch xuất hiện, nàng trở nên ghen ghét, oán hận Vân Tịch sâu sắc và bày mưu giết hại Độc Tông. Cuối cùng, nàng chết vì đỡ kiếm cho Hàn Vân Tịch, cũng là để bảo vệ an toàn cho thuốc giải của Long Phi Dạ.                                                                             |
| Đàm Lợi Mẫn       | Nghi thái phi      | Thiên Ninh hoàng triều Thái phi / Mẹ nuôi của Long Phi Dạ → Tự vẫn Thái phi của triều đại Thiên Ninh. Dù biết Long Phi Dạ không phải con ruột, nhưng vì tình cảm mẹ con lâu dài, bà luôn giấu kín chuyện này. Sau đó, vì bị Thiên Huy Đế bắt giữ làm con tin, lo sợ sẽ liên lụy đến con trai mình, bà đã chọn cách nhảy xuống thành tự vẫn. |
| Triệu Nghị Tân    | Sở Tây Phong       | Thị vệ thân cận của Long Phi Dạ Trung thành tận tâm và hành sự cẩn trọng, là cánh tay đắc lực của Long Phi Dạ. Thích Thù Du. |

### Hàn phủ
| Diễn viên        | Vai diễn           | Giới thiệu nhân vật |
| ---------------- | ------------------ | --- |
| Lư Tinh Vũ       | Hàn Tòng An        | Hàn phủ lão gia / Thái y đứng đầu / Cha nuôi của Hàn Vân Tịch → Bị cách chức → Dân thường Cha nuôi của Hàn Vân Tịch. Bề ngoài tỏ vẻ ghét bỏ Vân Tịch, mặc kệ nàng bị những người thân khác ức hiếp, thực chất là để bảo vệ nàng, hy vọng gả nàng cho một gia đình bình thường, để nàng được che chở, bình an sống hết đời. Khi Vân Tịch bị tống vào ngục vì không cứu được thái tử, ông đã liều mạng lấy máu độc cổ thú để cứu thái tử. Cuối cùng, để cứu Vân Tịch bị nhiễm ôn dịch, ông không tiếc tính mạng lấy một vị thuốc giải là Tử Ngải Thảo. |
| Chu Duệ Quân     | Thiên Tâm phu nhân | Thê tử của Bạch Ngạn Thanh / Mẹ ruột của Hàn Vân Tịch → Bị ám sát và rơi xuống chết |
| Cúc Tịnh Y       | Hàn Vân Tịch       | Hàn phủ Đại tiểu thư (đích nữ) / Con gái Độc Tông → Tần Vương phi → Hiến tế Xem chi tiết Diễn viên chính |
| Đồng Đồng        | Từ phu nhân        | Nhị di nương của Hàn phủ / Mẹ của Hàn Nhược Tuyết Vì sự xuất hiện của Thiên Tâm phu nhân mà bị giáng xuống làm thiếp, từ đó ghét Hàn Vân Tịch, cùng với con gái Nhược Tuyết bắt nạt nàng. Vì chồng là Hàn Tòng An bị tống vào ngục, bà bất đắc dĩ phải cầu cứu Vân Tịch, cuối cùng hai người hòa giải. |
| Thượng Quan Đồng | Tam di nương       | Tam di nương của Hàn phủ / Mẹ của Hàn Vân Dật Yêu thương Hàn Vân Tịch, xem nàng như con ruột. |
| Lưu Cảnh Nhiên   | Hàn Nhược Tuyết    | Nhị tiểu thư của Hàn phủ (Thứ nữ) / Con gái của Nhị di nương Từ nhỏ đã không coi đại tỷ Hàn Vân Tịch ra gì, cùng với mẹ bắt nạt nàng. Yêu mến Long Phi Dạ, nhưng bị Long Phi Dạ nói rõ rằng chàng không có hứng thú lấy tỷ muội đồng môn. Vì cha là Hàn Tòng An bị tống vào ngục, nàng buộc phải cầu cứu Vân Tịch, hai tỷ muội cuối cùng hòa giải. |
| Vương Dịch Đình  | Tiểu Thanh         | Nha hoàn của Nhị tiểu thư Hàn phủ |
| Kim Tương Đống   | Hàn Vân Dật        | Thiếu gia của Hàn phủ / Con trai của Tam di nương Kính yêu đại tỷ Hàn Vân Tịch, ghét thái độ của nhị tỷ Hàn Nhược Tuyết đối với Vân Tịch. |

### Dược Quỷ Cốc
| Diễn viên    | Vai diễn                    | Giới thiệu nhân vật |
| ------------ | --------------------------- | --- |
| Mễ Nhiệt     | Cố Thất Thiếu/ Quân Diệc Tà | Dược Quỷ Cốc Cốc chủ/ Bắc Lệ Nhị hoàng tử / Đệ đệ của Quân Diệc Chính Cốc chủ của Dược Quỷ Cốc, một người yêu dị quyến rũ, phong lưu tiêu sái. Vì xuất thân thấp kém, từ nhỏ chàng đã chịu nhiều lạnh nhạt. Chàng bị sự lương thiện và cởi mở của Hàn Vân Tịch làm rung động, vừa gặp đã yêu nàng say đắm. Bất chấp gánh vác trên vai sứ mệnh gia tộc và sự ngăn cản của mọi người, chàng hết lần này đến lần khác âm thầm giúp đỡ, đưa than sưởi ấm trong tuyết, giúp nàng vượt qua hiểm nguy. Dù lập trường của chàng và Hàn Vân Tịch đối lập, nhưng khi Cố Thất Thiếu đối diện với nàng, chàng liền lập tức thể hiện sự si tình chân thành. |
| Tạ Lôi Lôi   | Bạch Tô                     | Nha hoàn của Cố Thất Thiếu → Bị ám sát Trung thành tận tâm, gan dạ cẩn thận, vì cướp Độc Tông mà chết. |
| Lý Thục Đình | Thù Du                      | Nha hoàn của Cố Thất Thiếu → Được trả tự do Tính cách thẳng thắn, bốc đồng. Thích Sở Tây Phong. |
| Hoàng Lộ Lộ  | Vũ Trạch                    | Hoa khôi của Vạn Diễm Các → Hầu hạ Cố Thất Thiếu → Được trả tự do Thích Cố Thất Thiếu, sau khi hôn mê được Cố Thất Thiếu cứu đi, do cơ duyên mà bị Độc Tông phát hiện và cứu sống. |

### Thiên Ninh hoàng tộc (Phong tộc)
| Diễn viên       | Vai diễn                       | Giới thiệu nhân vật |
| --------------- | ------------------------------ | --- |
| Hồ Binh         | Thiên Huy Đế (Long Ngạo Thiên) | Thiên Ninh hoàng đế / Hoàng huynh của Long Phi Dạ → Bị ám sát và rơi xuống chết Thiên Ninh hoàng đế, nhiều năm trước đã đề nghị nghiên cứu chế tạo độc cổ nhân, dẫn đến việc Long Phi Dạ trở thành độc cổ nhân. Vì giang sơn, hắn không tiếc hy sinh bá tánh, chế tạo thêm nhiều độc cổ nhân. Cả đời hắn làm vô số điều ác, nhưng lại có tình yêu chân thành với Sở Thanh Ca. Đối với Long Phi Dạ, hắn đã sắp xếp cho Sở Thanh Ca và em trai rời đi, cuối cùng nhảy xuống vực thẳm. |
| Hứa Giai Kỳ     | Sở Thanh Ca                    | Tây Khâu quốc công chúa (hòa thân công chúa) → Thiên Ninh vương phi (Thanh phi) → Trốn chạy Thiên Ninh vương phi. Để báo thù nhà và thù nước, nàng kiên quyết gả cho Thiên Ninh hoàng đế và đã nhận được sự sủng ái chân thành của hắn. Nhưng đồng thời, nàng cũng rơi vào lưới tình, thật lòng yêu Thiên Ninh hoàng đế. Cuối cùng, vì muốn báo thù, nàng đã hạ độc Thiên Ninh hoàng đế. Mặc dù vậy, trước khi chết, Thiên Huy Đế vẫn sắp xếp đường lui cho tỷ đệ Sở Thanh Ca.      |
| Lý Thụy Siêu    | Cố Bắc Nguyệt                  | Thái y / Người của Độc Tông → Bị ám sát Y thuật cao siêu, độc thuật không giỏi. Là người của Độc Tông, trung thành bảo vệ chủ nhân. Sau khi biết Hàn Vân Tịch là con gái của Độc Tông, càng ra sức bảo vệ nàng hơn. Sau này bị độc cổ nhân truy kích trọng thương, trước khi chết đã giao tinh huyết của độc cổ nhân mới đánh cắp được cho Vân Tịch, giúp Vân Tịch đi đến kết luận Tuyệt Tung Thảo có thể hóa giải độc của độc cổ nhân.                                             |
| Trương Thụy Già | Thái hậu                       | Thiên Ninh thái hậu → Uống thuốc độc tự sát |
| Cao Hùng        | Quốc cữu                       | Thiên Ninh quốc cữu → Bị ban chết |
| Tôn Tử Hàng     | Long Thiên Mặc                 | Thiên Ninh thái tử → Tự sát |
| Cát Dương Hi    | Long Thiên Thanh               | Thiên Ninh Nhị hoàng tử → Bị đầu độc |
| Lưu Tần Sam     | Trường Băng công chúa          | Thiên Ninh công chúa → Trốn chạy |
| Trần Tú Phong   | Tiêu quý phi                   | Mẹ của Long Thiên Thanh → Bị ban chết |
| Vệ Vũ           | Long Chấn Phi                  | Cha của Long Thiên Thanh → Thọ chung |

### Độc Tông
| Diễn viên    | Vai diễn           | Giới thiệu nhân vật |
| ------------ | ------------------ | --- |
| Lý Diệu Cảnh | Bạch Ngạn Thanh    | Độc Tông Tông chủ / Cha ruột của Hàn Vân Tịch → Bị ám sát Năm xưa bị ép buộc nghiên cứu chế tạo độc cổ nhân, và Long Phi Dạ là một trong những sản phẩm nghiên cứu đó. Ai ngờ hành động này lại khiến vợ và con gái ông sau này phải trả giá. Người vợ Thiên Tâm đã chết để bảo vệ Long Phi Dạ, còn con gái Hàn Vân Tịch thì tự vẫn để lấy máu tim cứu Long Phi Dạ. |
| Chu Duệ Quân | Thiên Tâm phu nhân | Thê tử của Bạch Ngạn Thanh / Mẹ ruột của Hàn Vân Tịch → Bị ám sát và rơi xuống chết |
| Cúc Tịnh Y   | Hàn Vân Tịch       | Hàn phủ Đại tiểu thư (đích nữ) / Con gái Độc Tông → Tần Vương phi → Hiến tế Xem chi tiết Diễn viên chính |
| Lý Thụy Siêu | Cố Bắc Nguyệt      | Thái y / Người của Độc Tông → Bị ám sát Xem chi tiết Cố Bắc Nguyệt |

## Nhạc phim
| STT | Nhan đề                                         | Phổ lời           | Phổ nhạc         | Ca sĩ thể hiện | Thời lượng |
| --- | ----------------------------------------------- | ----------------- | ---------------- | -------------- | ---------- |
| 1.  | "Hoa Rơi Thành Bùn (落花成泥)" (Bài hát mở đầu) | Quách Đức Tử Nghị | Mặc Minh Kì Diệu | Cúc Tịnh Y     |            |
| 2.  | "Thán Vân Hề (叹云兮)" (Ca khúc kết thúc)       | Quách Đức Tử Nghị | SHIMA            | Cúc Tịnh Y     |            |
| 3.  | "Yên Chi Phi Hồng (胭脂绯红)"                   | Can Thế Giai      | Hồ Trăn          | Lâm Tư Ý       |            |

## Đón nhận
Vân Tịch truyện nhận được nhiều sự yêu mến của khán giả vì nội dung dù có hư cấu nhưng lại khá súc tích, không gây ngán ngẩm. Bộ phim còn được Nhân Dân nhật báo khen ngợi và đánh giá là đã quảng bá văn hóa Trung Quốc thông qua kỹ xảo điện ảnh, trang phục và diễn xuất tích cực của nhân vật. 
Tính đến tháng 8 năm 2018, phim đã vượt mốc 2,3 tỷ lượt xem trực tuyến. Đội ngũ sản xuất đã phát hành thêm hai tập ngoại truyện vào ngày vào ngày 15 tháng 8 năm 2018 để giải thích về cái kết của phim.

## Giải thưởng
| Giải thưởng                                       | Hạng mục          | Được đề cử | Kết quả   | Ghi chú |
| ------------------------------------------------- | ----------------- | ---------- | --------- | ------- |
| Influence of Recreational Responsibilities Awards | Web-drama của năm |            | Đoạt giải | [ 9 ]   |